# 142756 Chiu
142756 Chiu è un asteroide della fascia principale. Scoperto nel 2002, presenta un'orbita caratterizzata da un semiasse maggiore pari a 2,4285329 UA e da un'eccentricità di 0,1406227, inclinata di 5,35178° rispetto all'eclittica.